# Вагов Олексій Власович
Олексій Власович Вагов (нар. 18 лютого 1905, місто Ростов-на-Дону (нині Ростовська область, Росія) — 6 травня 1971, місто Вінниця) — радянський партійний діяч, 1-й секретар ЦК КП(б) Киргизії, 1-й секретар Вінницького міськкому КП(б)У. Член Бюро ЦК КП(б) Киргизії. Член Центральної Ревізійної Комісії ВКП(б) в 1939—1952 р. Депутат Верховної Ради СРСР 1-го скликання.

## Життєпис
Народився в родині робітника-ливарника. 1915 року закінчив початкову школу в місті Нахічевані-на-Дону.
У червні 1916 — листопаді 1917 року — обрізчик шкір на шкіряному заводі Езекова у Нахічевані-на-Дону. У листопаді 1917 — грудні 1919 — учень пекарні Алаханова у Нахічевані-на-Дону. У грудні 1919 — листопаді 1921 року — учень-токар Ростово-Нахічеванського заводу сільськогосподарського машинобудування «Аксай». У грудні 1921 — грудні 1922 року — селянин в господарстві дядька у місті Сулин Донецької губернії. 1922 року вступив до лав комсомолу.
Від січня 1923 до січня 1929 року — гартівник штампувального заводу «Красный металлист» в місті Нахічевані-на-Дону.
Член ВКП(б) від жовтня 1925 року.
У січні—жовтні 1929 року — секретар комітету ВЛКСМ заводу «Ростсільмаш» в місті Нахічевані-на-Дону. У жовтні 1929 — червні 1930 року — відповідальний секретар Міллеровського окружного комітету ВЛКСМ Північно-Кавказького краю. У червні — грудні 1930 р. — відповідальний секретар Камишинського районного комітету ВЛКСМ Нижньо-Волзького краю. У січні — червні 1931 року — завідувач організаційного відділу Нижньо-Волзького крайового комітету ВЛКСМ у місті Саратові.
У червні 1931 — березні 1932 року — інструктор Сталінського районного комітету ВКП(б) міста Ростова-на-Дону. У березні 1932 — травні 1933 року — секретар партійного комітету ВКП(б) Московського машинобудівного заводу імені Володимира Ілліча.
У травні 1933 — грудні 1934 року — заступник начальника політичного відділу радгоспу «Красная пойма» Луховицького району Московської області.
У грудні 1934 — квітні 1937 року — партійний організатор, секретар партійного комітету ВКП(б) цеху Московського автомобільного заводу імені Сталіна. У квітні—серпні 1937 року — заступник секретаря партійного комітету ВКП(б) Московського автомобільного заводу імені Сталіна.
У серпні 1937 — лютому 1938 року — голова Центрального комітету спілки робітників автомобільної промисловості СРСР.
20 лютого — 3 липня 1938 року — виконувач обов'язків першого секретаря ЦК КП(б) Киргизії. Від 16 липня 1938 до 26 липня 1945 року — перший секретар ЦК КП(б) Киргизії. Одночасно, у 1938 — липні 1945 року був першим секретарем Фрунзенського окружного (обласного) і міського комітетів КП(б) Киргизії. У серпні 1945 — квітні 1946 року — на лікуванні в Кремлівській лікарні у Москві та в санаторії «Барвиха».
З квітня 1946 року — другий секретар Вінницького міського комітету КП(б)У. 1949 року закінчив річні курси перепідготовки керівних партійних працівників при Вищій партійній школі ЦК ВКП(б) у Москві.
У січні 1950 — грудні 1952 (оф. 5 січня 1953) року — перший секретар Вінницького міського комітету КП(б)У.
У грудні 1952 — жовтні 1953 року — слухач Ленінських курсів при ЦК ВКП(б) у Москві. У листопаді 1953 — грудні 1955 року — слухач Вищої партійної школи при ЦК КПРС у Москві. З грудня 1955 року — в розпорядженні ЦК КПУ.
З 6 березня 1956 до вересня 1961 року — заступник голови виконавчого комітету Вінницької обласної ради депутатів трудящих.
З вересня 1961 року — на пенсії в місті Вінниці.

## Нагороди
- орден Леніна (1 лютого 1945)
- два ордени Трудового Червоного Прапора (31 січня 1941, 26 лютого 1958)
- медаль «За перемогу над Німеччиною у Великій Вітчизняній війні 1941—1945 рр.»
- медаль «За доблесну працю у Великій Вітчизняній війні 1941—1945 рр.»